# Prospekt Vernadskogo (métro de Moscou, ligne Sokolnitcheskaïa)
Pour les articles homonymes, voir Prospekt Vernadskogo (homonymie).
Prospekt Vernadskogo (en russe : Проспе́кт Верна́дского et en anglais : Prospekt Vernadskogo), est une station de la ligne Sokolnitcheskaïa (ligne 1 rouge) du métro de Moscou, située sur le territoire du raïon Prospekt Vernadskogo dans le district administratif ouest de Moscou.

## Situation sur le réseau
Établie en souterrain, à 8 mètres au-dessous du niveau du sol, la station Ouniversitet est située au point 0124+47,2 de la ligne Sokolnitcheskaïa (ligne 1 rouge), entre les stations Ouniversitet (en direction de Boulvar Rokossovskogo) et Iougo-Zapadnaïa (en direction de Salarievo).

## Histoire
Construite en 1963, elle se conforme au traditionnel design aux piliers à base triangulaire, qui fut utilisé pour quasiment toutes les stations du métro de Moscou dans les années 1960. Les piliers de la station sont recouverts de marbre jaune de l'Oural et ses murs sont striés de carreaux bleus et jaunes. Le vestibule de l'extrémité nord-est de la plate-forme centrale contient un buste de celui dont la station porte le nom, Vladimir Vernadski, fondateur de la géochimie. Les architectes étaient Ivan Taranov et Nadejda Bykova.

## Services aux voyageurs

### Desserte

Installations et desserte
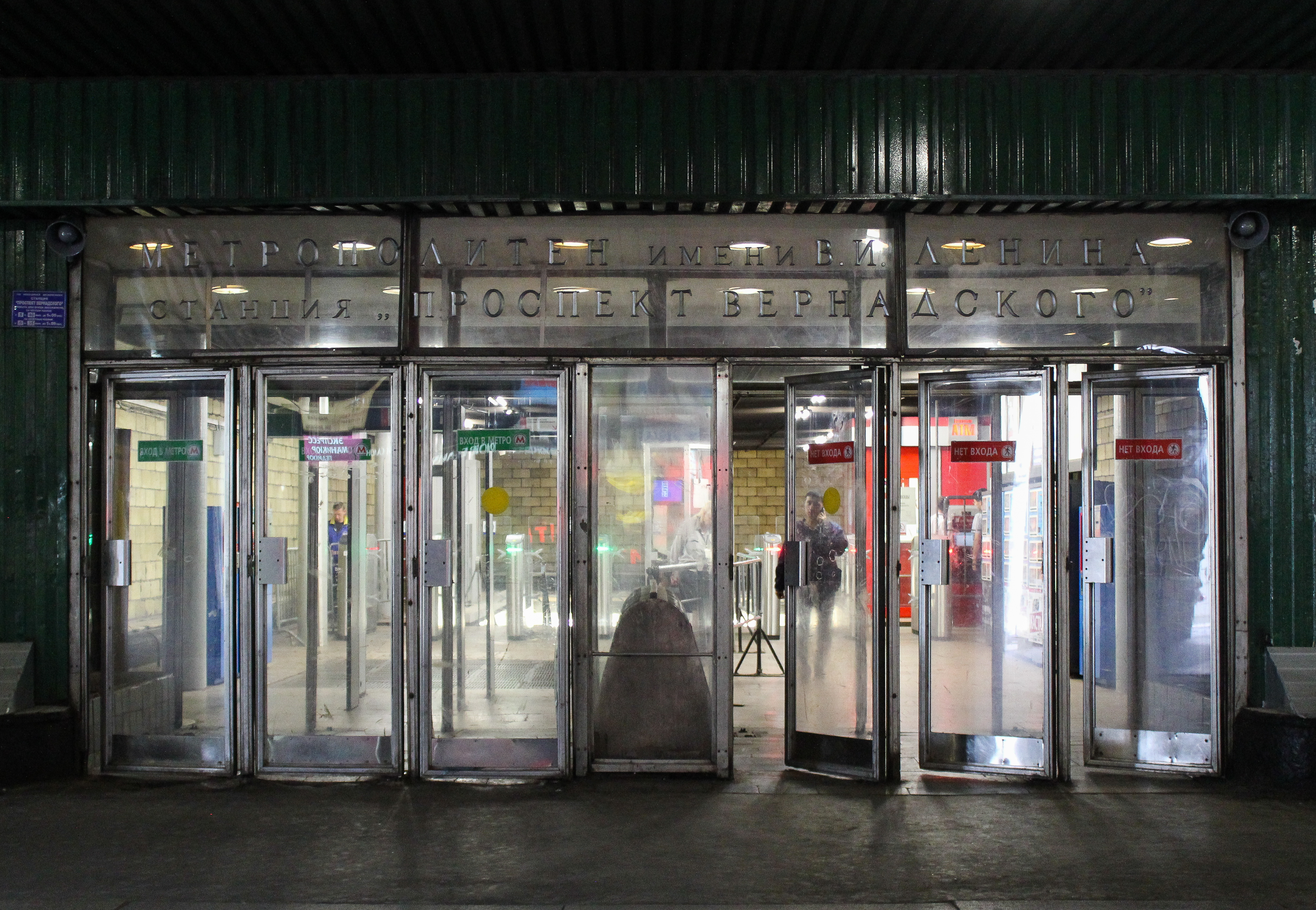
Entrée nord.
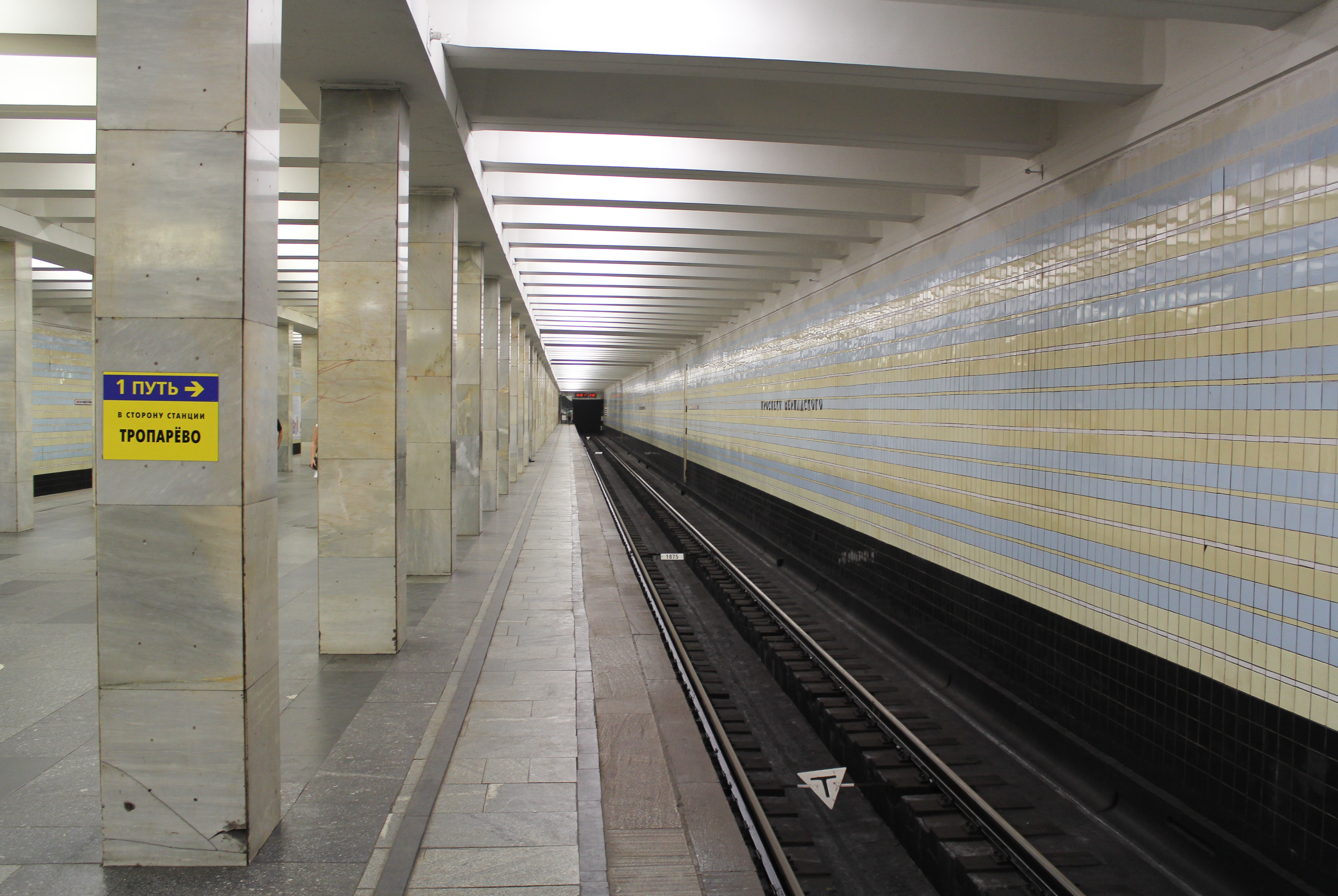
2015.
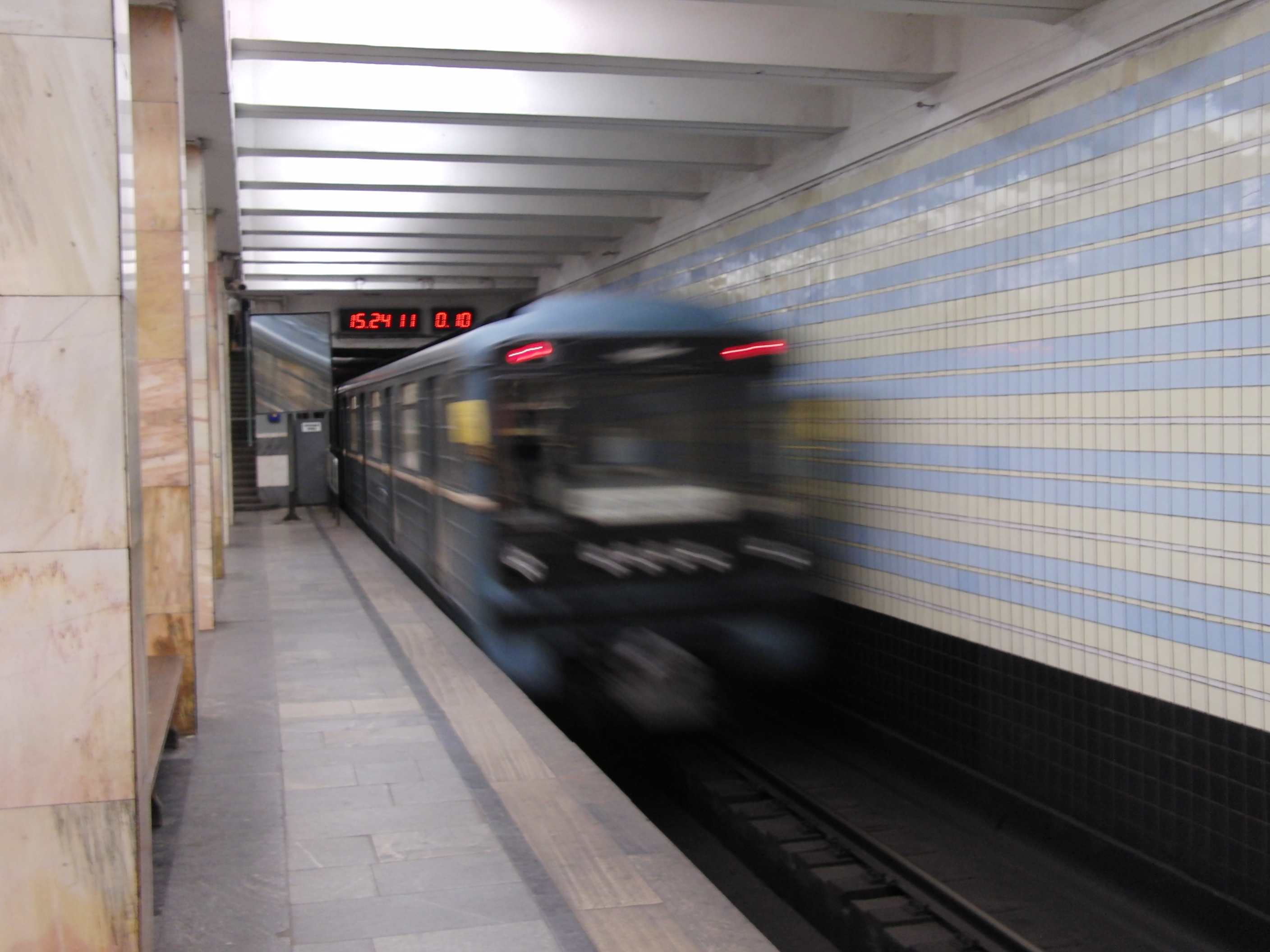
2010.